# ルイ1世 (モナコ公)
ルイ1世（Louis Ier, prince de Monaco, 1642年7月25日 - 1701年1月3日）は、モナコ公。

## 生涯
モナコ公オノレ2世の継嗣、ド・ボー侯爵エルキュール・グリマルディと妻マリーア・アウレーリア・スピノラの間の長男として、1642年7月25日に生まれた。父は1651年8月2日に死去した。1660年3月30日、アントワーヌ3世・ド・グラモン公爵の娘カトリーヌ・シャルロット・ド・グラモンと結婚、2男3女をもうけた。1662年1月10日、祖父の死に伴いモナコ公位を継承。
フランス軍に仕え、ボーフォール公の指揮下で第二次英蘭戦争中の四日間の戦いに参加し、戦功を立てた。1668年7月5日、ヴァランティノワ公及びフランス同輩公の身分を高等法院によって正式に認められ、同時にルイ14世王に臣従の宣誓を行った。
1699年フランス聖座大使に任命され、ローマに赴任。1699年12月19日には、ヤクプ・ルドヴィク・ソビェスキとアレクサンデル・ベネディクト・ソビェスキの兄弟に聖霊勲章を授与する役目を担った。任期中にローマで死去し、遺骸はモナコに運ばれて埋葬された。

## 子女
- アントワーヌ1世（1661年1月25日 - 1731年2月20日） - モナコ公[2]
- ジャンヌ・マリー・デヴォト（1662年1月14日 - 1741年4月21日） - 聖母訪問会修道女[2]
- テレーズ・マリー・アメリー（1663年5月20日 - 1675年2月15日） - 「ド・ボー姫」[2]
- アンヌ・イポリット（1667年7月26日 - 1700年7月3日） - 1696年1月18日、ユゼス公爵ジャン＝シャルル・ド・クルソルと結婚[2]
- フランソワ・オノレ（フランス語版）（1669年12月21日 - 1748年2月16日） - ブザンソン大司教[2]

## 引用・脚注
1. ↑  “モナコ公国（Principality of Monaco） 基礎データ”. 日本国外務省 Ministry of Foreign Affairs of Japan. 2020年2月10日閲覧。
2. 1 2 3 4 5 6 7 8 9  Edwards, Anne (2017) [1992]. “Tableau Genealogique de la Famille Grimaldi”. The Grimaldis of Monaco (英語). Guilford, Connecticut: Lyons Press. pp. 345–346. ISBN 0-688-08837-6.